# مقاطعة راندولف (كارولاينا الشمالية)
مقاطعة راندولف (بالإنجليزية: Randolph County)‏ هي إحدى مقاطعات ولاية كارولاينا الشمالية في الولايات المتحدة الأمريكية. مركز المقاطعة أو مقعدها هي مدينة آشبورو. تأسست هذه المقاطعة سنة 1779.أصل هذه المقاطعة يأتي من: مقاطعة غيلفورد.

## أعلام
- ريتشارد بيتي
- برانتلي يورك
- هولاند تومسون
- لاري بيك
- تشارلي بول